# Бистрий (смт, Чукотка)
Би́стрий — колишнє селище міського типу в Чаунському районі Чукотського автономного округу. Відповідно до закону Чукотського автономного округу «Про адміністративно-територіальний устрій Чукотського автономного округу» селище міського типу (робітниче поселення) було ліквідоване.